# Sedes

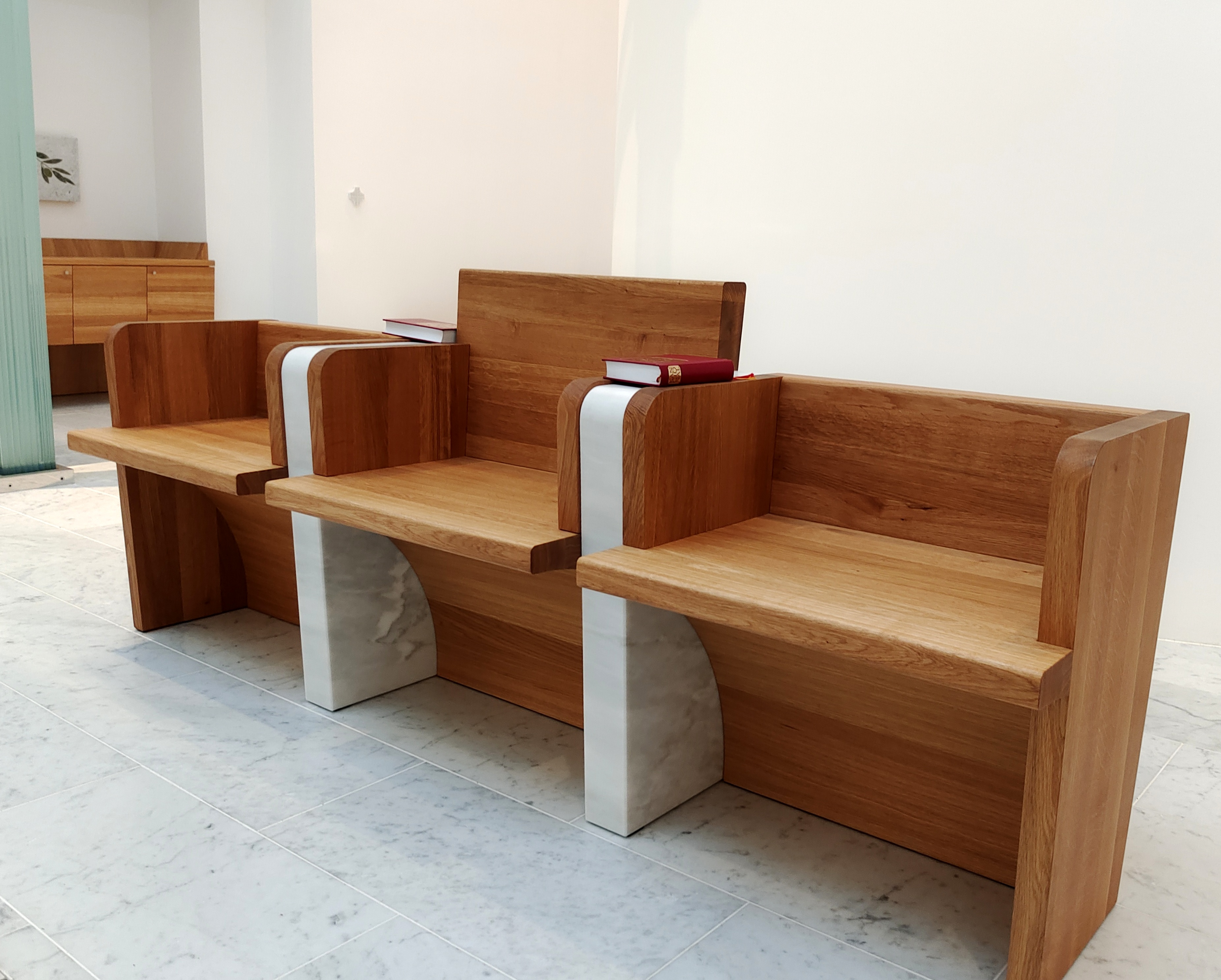
Sedes v kostele Krista Spasitele v Praze na Barrandově

Sedes je sedadlo napevno instalované v presbytáři, od něhož hlavní celebrant vede bohoslužbu. Začalo se používat až od liturgické reformy po druhém vatikánském koncilu a na rozdíl od sedilií je umístěno čelem k lidu. U sedes kněz koná úvodní a závěrečné obřady, od sedes také řídí bohoslužbu slova a přímluvy a může odsud také vést kázání. V blízkosti sedes mají své místo jáhni a další přisluhující.